# Смоленськ (аеропорт)
Смоленськ-Південний — колишній російській аеропорт Смоленська.
Аеропорт «Смоленськ-Південний» виведений із експлуатації на початку 2000-х років, а станом на 2012 рік використовується як спортивний аеродром для польотів спортивної авіації (свідоцтво про реєстрацію державного аеродрому № 183 від 2010 року) і злітно-посадковий майданчик при проведенні авіаційних робіт (посадковий майданчик з найменуванням «Смоленськ (Тіхвінка)» зареєстрований у МТУ ВТ ЦР 07.11.2011 року в існуючих кордонах аеродрому «Смоленськ (Південний)»).
Аеродром передано у безстрокове користування Смоленському регіональному відділенню ДОСААФ Росії. Оператором аеродрому є Смоленський аероклуб «Політ». На аеродромі базується також закрите акціонерне товариство «Смоленськаеротранс».
Поблизу міста розташований ще один аеродром (військовий) «Смоленськ-Північний»; можливо, на його основі в перспективі буде створено новий аеропорт Смоленська.

## Історія
Аеродром раніше був спроможний приймати літаки Як-40, Ан-24 і всі легші за ці літаки (максимальна маса повітряного судна 24 т), а також вертольоти всіх типів.
Смоленським об'єднаним авіазагоном (287 Льотний загін УГАЦіА) експлуатувалися:
літаки Л-410, (Л-410МУ з бортовими номерами 67200,67201,67202,67203,67204,67205,67206 (зазнав аварії 03.08.1979 року в аеропорту Ржевка) 67207,67208 Л-410УВП з бортовими номерами 67106,67107,67108, 67109,67133,67495,67496 Л-410УВП-Е з бортовими номерами 67611,67612,67619,67620,67639,67641,67657) на яких у 1970-1980-х роках здійснювалися регулярні авіарейси до цілої низки міст СРСР: Брянськ, Воронеж, Дніпропетровськ, Новгород, Москва, Великі Луки, Пенза, Тула, Саратов, Ленінград, Гомель, Черкаси, Маріуполь, Київ, Липецьк, Мінськ.
У 2008 році владою смоленського регіону висловлювалися припущення про відновлення роботи аеропорту і проведення його модернізації.